# Echeveria rodolfoi
Echeveria rodolfoi är en fetbladsväxtart som beskrevs av J. G. Martinez-avalos och A. Mora-olivo. Echeveria rodolfoi ingår i släktet Echeveria och familjen fetbladsväxter. Inga underarter finns listade i Catalogue of Life.